# تينا ماري جوردان
تينا ماري جوردان (بالإنجليزية: Tina Marie Jordan)‏ (ولدت في 21 أغسطس 1972) ممثلة وموديل أمريكية, اشتهرت بكونها بلاي بوي بلايميت لشهر أبريل لشهر مارس 2002 وصديقه هيو هيفنر سابقة .

## روابط خارجية
- تينا ماري جوردان على موقع IMDb (الإنجليزية)
- تينا ماري جوردان على موقع قاعدة بيانات الفيلم (الإنجليزية)
- تينا ماري جوردان في قاعدة بيانات الأفلام على الإنترنت
- تينا ماري جوردان  على فيسبوك.